# Handball-Verband Saar
Der Handball-Verband Saar (HVS) ist ein Landesverband innerhalb des Deutschen Handballbundes (DHB). Bis zur Auflösung des Südwestdeutschen Handball-Verbandes 2011 war er diesem organisatorisch unterstellt. Zum HVS gehören alle Handballvereine aus dem Saarland sowie die Vereine  VTZ Saarpfalz, SV 64 Zweibrücken, HSV Waldmohr sowie TV-Birkenfeld/Nohfelden aus Rheinland-Pfalz.

## Bekannte Vereine

### Männer
Der bekannteste Verein bei den Männern ist der TV Niederwürzbach, der zehn Jahre in der Bundesliga spielte. Er wurde zweimal deutscher Vizemeister und gewann den City-Cup. Der TuS 1860 Neunkirchen spielte ebenfalls zwei Jahre in der Bundesliga und mehrere Jahre in der Regionalliga Südwest. Der TV/TSV Erbach war dreimal Südwestdeutscher Meister, nahm zweimal an der Endrunde um die Deutsche Handball-Meisterschaft teil (beste Platzierung Platz 5, 1963), verpasste dreimal den Bundesligaaufstieg nur knapp und spielte viele Jahre in der Regionalliga Südwest (auch im Feldhandball). Der SC Saargold Lisdorf spielte von 1981 bis 1985 und von 2009 bis 2018 (als HG Saarlouis) in der 2. Bundesliga und ist seit der Spielzeit 2018/19 in der 3. Liga Süd aktiv. TBS Saarbrücken spielte sechs Jahre in der Regionalliga Südwest. Der TV Altenkessel spielte ebenfalls mehrere Jahre 2. Bundesliga und Regionalliga. Die TV Homburg spielte in der Regionalliga Südwest und in der 3. Liga.

### Frauen
Einziger saarländischer Bundesligist bei den Frauen war der SV St. Ingbert, der zweimal für ein Jahr in der höchsten Klasse spielte, aber jeweils direkt wieder abgestiegen ist. Die DJK Marpingen und der TuS Neunkirchen spielten beide einige Jahre in der 2. Bundesliga.

## Rheinland-Pfälzische Vereine beim HVS
Da die Entfernungen im Saarland, vor allem im Jugendbereich, wesentlich geringer sind als bei anderen Landesverbänden, spielen schon seit einigen Jahren drei direkt an der Grenze liegende Vereine der Pfalz, sowie ein Verein aus dem Rheinland beim saarländischen Handballverband. Während der HSV Waldmohr, der inzwischen eine Spielgemeinschaft mit den benachbarten Verein SSV Erbach zur HWE Erbach/Waldmohr eingegangen ist, seit seinem Bestehen, mit Einverständnis des Pfälzischen Handballverbandes (PfHV), offiziell im Saarland spielt, hat sich der TV Birkenfeld im angrenzenden Nohfelden angemeldet und spielt jetzt als saarländischer Verein „TV-Birkenfeld/Nohfelden“. Die beiden Zweibrücker Vereine VTZ und SV64 haben sich im benachbarten Homburg angemeldet, wofür die VTZ sogar ihren Namen in „VTZ Saarpfalz“ umgeändert hatte.

## Spielklassen des HVS
Die höchste Spielklasse des HVS ist sowohl bei den Männern als auch bei den Frauen die Saarlandliga. Über ihr gibt es noch (für den Bereich des HVS, von oben nach unten) die Bundesliga, die zweite Bundesliga, die Dritte Liga und die Oberliga RPS, die gemeinsame Oberliga der Verbände HVS, Pfälzer Handball-Verband, Rheinhessen und Handballverband Rheinland. Die 5 deutschen Regionalligen spielten 2009/2010 ihre letzte Saison, da sie durch vier Dritte Ligen ersetzt wurden. Da diese ohne feste Verbandsgrenzen sind, steht nicht fest in welche Gruppe qualifizierte HVS Mannschaften kämen. Da die Einteilung geografisch erfolgt, könnte eine Mannschaft aus dem Westen des Verbandes durchaus in eine andere Staffel als eine aus dem Osten kommen.

### Männer
- Saarlandliga
- Verbandsliga
- Bezirksliga Ost
- Bezirksliga West
- A-Liga Ost
- A-Liga West
- B-Liga Nord
- B-Liga Süd

### Frauen
- Saarlandliga
- Bezirksliga Ost
- Bezirksliga West
- A-Liga Ost
- A-Liga West

## Saarländische Nationalmannschaft
Vor dem Wiederanschluss des Saarlandes an die Bundesrepublik Deutschland, hatte der HVS eine eigene Nationalmannschaft, die bei den Feldhandball-Weltmeisterschaften 1952 (Aus in der Vorrunde) und 1955 (Platz 6) mitspielte.

## Weblinks

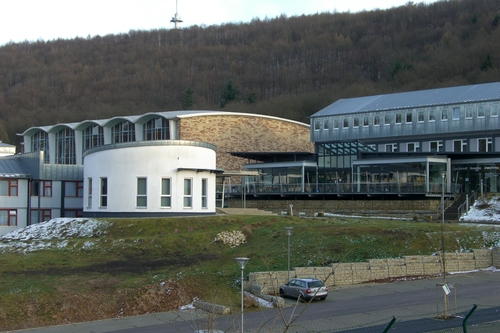
Die Geschäftsstelle in Saarbrücken (Hermann-Neuberger-Sportschule)